# Fossarina petterdi
Fossarina petterdi is een slakkensoort uit de familie van de Trochidae. De wetenschappelijke naam van de soort is voor het eerst geldig gepubliceerd in 1870 door Crosse.